# Xanthorhoe vicissata
Xanthorhoe vicissata är en fjärilsart som beskrevs av Achille Guenée 1857. Xanthorhoe vicissata ingår i släktet Xanthorhoe och familjen mätare. Inga underarter finns listade i Catalogue of Life.